# Apiloscatopse montana
Apiloscatopse montana är en tvåvingeart som beskrevs av Nina Krivosheina 2000. Apiloscatopse montana ingår i släktet Apiloscatopse och familjen dyngmyggor. Inga underarter finns listade i Catalogue of Life.